# Pozón del Saladillo
El Pozón del Saladillo es una festividad tradicional navideña de Maracaibo, en el estado Zulia de Venezuela. Se celebra los días 24 y 31 de diciembre, donde se acostumbra a escuchar y bailar gaitas zulianas.

## Historia
El Pozón del Saladillo se celebra en el barrio de El Saladillo, Maracaibo, desde al menos 2002.En 2010 se fundó la agrupación de gaiteros "Gaiteros del Pozón", integrada por dieciocho músicos.
El 10 de noviembre de 2020, durante la pandemia de COVID-19, el alcalde de Maracaibo, Willy Casanova, declaró que había llegado a un acuerdo con la familia encargada de las celebraciones y con dueños de establecimientos para que las fiestas tuviesen lugar. Sin embargo, en diciembre el gobernador del estado, Omar Prieto, anunció la suspensión de la festividad, amenazando con consecuencias en caso de tener lugar.
Luego de dos años de restricción, las celebraciones se reanudaron en 2022, año en el que se presentaron grupos como Carangano, Alitasia, Pillopo, Gaiteros del Pozón y Los Masters, entre otros, al igual que el flautista Huáscar Barradas.